# Martins valse potto
De Martins valse potto (Pseudopotto martini) is een zoogdier met onzekere taxonomische status, uit de familie van de loriachtigen (Lorisidae). De wetenschappelijke naam van de soort werd voor het eerst geldig gepubliceerd door Schwartz in 1996.
Er wordt nu gedacht dat de mysterieuze Martins valse pottoeen verkeerd geïdentificeerd exemplaar van de West-Afrikaanse potto (Perodicticus potto) was.